# Present (flumpoolの曲)
「Present」（プレゼント）は、flumpoolのメジャー8枚目のシングル。2011年12月7日にA-Sketchから発売された。

## 概要
初回生産分には「わっしょいTENUGUI」が同封されている。また通常版の初回プレス分には「2012オリジナルポケットカレンダー」（カードサイズでメンバービジュアル入り）が同封された。また前作、前々作に引き続き、予約するとクリアファイルがプレゼントされた 。
また、flumpool歴代シングルの中で唯一オリジナルアルバムに収録されていない曲である。

## 収録曲

### CD
1. Present
作詞：山村隆太、作曲：阪井一生、編曲：玉井健二、百田留衣
  - テレビ朝日『お願い!ランキング』12月度エンディングテーマ
2. 『ありがとう』くらいじゃ伝えられない気持ちを
作詞：山村隆太、作曲：阪井一生、編曲：玉井健二、百田留衣
3. Happy Xmas(War Is Over)
作詞・作曲：John Lennon / Yoko Ono、編曲：玉井健二、百田留衣
4. Present（Instrumental）
5. 『ありがとう』くらいじゃ伝えられない気持ちを（Instrumental）

## テレビ出演
- Music Lovers（日本テレビ、2011年12月4日）
- カミスン!（TBS、2011年12月5日）
- ミュージックステーション（テレビ朝日、2011年12月9日）
- CDTV（TBS、2011年12月10日）